# Kostel svatého Jana Křtitele (Telnice)
Kostel svatého Jana Křtitele je římskokatolický chrám v obci Telnice v okrese Brno-venkov. Je chráněn jako kulturní památka České republiky. Je farním kostelem telnické farnosti.

## Historie
Na místě současného kostela stával románsko-gotický chrám zřejmě z přelomu 13. a 14. století, z něhož se dochovala věž. Nový barokní kostel byl postaven v letech 1726–1734, loď má tvar latinského kříže, presbytář je půlkruhový.
V chrámu se nachází tři oltáře z první poloviny 18. století, boční jsou zasvěceny svatému Kříži a svatému Antoninu Paduánskému, hlavní svatému Janu Křtiteli. Cihlová valená krypta má tvar L, jsou zde tři dřevěné malované rakve. Náhrobní vstupní kámen měl kdysi nápis, byl sešlapaný a v roce 1995 překrytý mramorovou dlažbou. V kostele je renesanční kamenná křtitelnice později natřená mramorováním, které bylo sejmuto. Varhany jsou z 18. století, původně z rajhradského kláštera. V mobiliáři kostela se nachází renesanční stříbrný, zlacený kalich a ciborium z let 1696 a 1734. Celý kostel byl v 19. století vymalován výjevy ze života Ježíše Krista a doplněn dřevořezbami na sloupech.
Kolem kostela se do roku 1793 nacházel hřbitov.
V době bitvy u Slavkova 2. prosince 1805 byla kolem kostela soustředěna obrana francouzských vojsk (Legrandovy pěchotní divize) v Telnici. Ještě před bitvou, 27. listopadu, na faře pobýval během obhlídky terénu císař Napoleon. Ve zdi kolem kostela zůstaly znatelné dělostřelecké pozice. Kanonádou došlo k vysklení všech oken a k poškození klenby kostela. Do fasády věže pak byly po nutných opravách na památku zazděny dělové koule.